# Гиздита (Бузау)
Гиздита (рум. Ghizdita) насеље је у Румунији у округу Бузау у општини Манзалешти. Oпштина се налази на надморској висини од 563 m.

## Становништво
Према подацима из 2002. године у насељу је живело 94 становника, од којих су сви румунске националности.